# توماس ستيكروث
توماس ستيكروث (بالألمانية: Thomas Stickroth)‏ (13 أبريل 1965 بشتوتغارت في ألمانيا - ) هو لاعب كرة قدم ألماني في مركز الدفاع. لعب مع نادي بوخوم ونادي ساربروكن ونادي سانت ميرين ونادي فرايبورغ ونادي هامبورغ 08 ونادي أوردينغن 05.

## وصلات خارجية
- توماس ستيكروث على موقع قاعدة بيانات كرة القدم.إي يو (الإنجليزية)
- توماس ستيكروث على موقع بيانات كرة القدم. دي إي (الألمانية)
- توماس ستيكروث على موقع عالم كرة القدم.نت (الإنجليزية)